# Hypagyrtis nubecularia
Hypagyrtis nubecularia là một loài bướm đêm trong họ Geometridae.